# Bourgata
Bourgata (בורגתה) est un moshav situé sur la route reliant Netanya à Tulkarem. Son appellation provient du nom du village situé sur les lieux à l'époque du Talmud.
Bourgata est fondé en 1949 par des familles originaires de Turquie, et quatre autres du Maroc. Il compte aujourd'hui quelque 200 familles.
À l'intérieur des jardins du moshav sont exposées de nombreuses sculptures, œuvres de l'artiste israélien Yigal Tomerkin.
Au Sud de Bourgata ont été découverts les vestiges de l'ancien fort de l'époque croisée, El-Bouraj.